# Baltia (animal)
Baltia es un género de mariposas de la familia Pieridae. Sus tres especies se encuentran en Asia.

## Especies
- Baltia butleri (Moore, 1882)
- Baltia shawii (Bates, H, 1873)
- Baltia sikkima Fruhstorfer, 1903